# PHM Group
PHM Group är en internationell koncern med huvudkontor i Helsingfors, Finland, som är specialiserad på fastighetstjänster. PHM Group består av lokala bolag förutom i Finland även i Danmark, Norge, Schweiz, Sverige och Tyskland. Det sammanlagda antalet anställda uppgår till över 13 500. Koncernens omsättning uppgift 31 december 2024 till 1,128 miljoner euro. PHM Group ägs av fonder som förvaltas av Norvestor och Interas fond tillsammans med ledning verksam i lokala bolag.

## Historik
PHM Group har sina rötter i två finska företag: KH Kiinteistöpalvelut Oy (senare känt som Kotikatu) och Porvoon Huoltomiehet Oy. KH Kiinteistöpalvelut Oy grundades 1989 och började som en liten lokal aktör inom fastighetsskötsel. Porvoon Huoltomiehet Oy grundades 1992 och fokuserade på fastighetsskötsel och industriell rengöring. År 2014 köpte Ville Rantala hälften av Porvoon Huoltomiehet Oy och började utveckla företaget tillsammans med grundaren Mika Uusi-Simola.

## Internationell tillväxt
I oktober 2018 blev Intera Partners majoritetsägare i PHM Group, vilket ledde till snabb expansion. År 2019 utökade PHM Group sin verksamhet till Sverige. I mars 2020 köpte det norska private equity-företaget Norvestor en majoritetsandel i PHM Group från Intera Partners. I september 2020 förvärvade PHM Kotikatu. Under Norvestors ägande har PHM Group vuxit kraftigt och expanderat till Norge i september 2020 och Danmark i april 2021. År 2022 expanderade PHM Group till Tyskland genom förvärvet av fastighetsserviceföretaget Schultz Gruppe, verksamt i Hamburgområdet.

## PHM Group Sverige
PHM Group genomförde sitt första förvärv i Sverige 2019 och äger nu bolag över hela Sverige. Det hittills största svenska förvärvet skedde i juli 2023, då PHM Group förvärvade Bredablickgruppen som är verksam inom fastighetsförvaltning och facility management. Bredablickgruppen, bestående av Bredablick Förvaltning, Bredablick Facility Services samt Memab, hade vid tidpunkten för förvärvet ca 500 anställda. Efter förvärvet ökade antalet PHM-anställda i Sverige till ungefär 2000.